# Arigomphus submedianus
Arigomphus submedianus là loài chuồn chuồn trong họ Gomphidae. Loài này được Williamson mô tả khoa học đầu tiên năm 1914. Chúng thường có chiều dài thân từ 51 đến 55mm.

## Hình ảnh

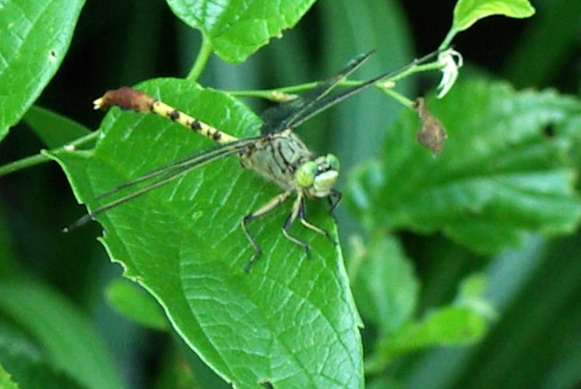